# Asclepigênia (esposa de Teágenes)
Asclepigênia (português brasileiro) ou Asclepigénia (português europeu) (em grego: Ἀσκληπιγένεια) foi uma nobre grega ateniense que esteve ativa em meados ou finais do século V. Era filha de Arquíadas e sua esposa Plutarca. Na década de 450, quando era uma criança, foi miraculosamente curada de uma perigosa doença como resultado das orações de Proclo. Ela tornar-se-ia esposa do nobre ateniense Teágenes com quem teria um filho, o filósofo Hégias.